# Luke Shaw
Luke Paul Hoare Shaw, angleški nogometaš, * 12. julij 1995, Kingston upon Thames.

## Življenjepis
Shaw je levi branilec angleške nogometne reprezentance, ki od leta 2014 igra za Manchester United.
Kariero je začel v mladinski šoli angleškega kluba Southampton F.C., za člansko vrsto Anglije pa je prvič zaigral januarja 2012. Maja istega leta je podpisal svojo prvo profesionalno pogodbo, kmalu pa se je v Southamptonu ustalil v prvi postavi kluba. Leta 2014 je za 30 milijonov funtov prestopil k Manchester Unitedu. S tem je postavil rekord za prestop mladega igralca, ki ga je dotlej nosil Wayne Rooney, ki je v United prispel 10 let pred njim. 
Za angleško reprezentanco je prvič nastopil 5. marca 2014, ko je zaigral na prijateljski tekmi proti Danski. Anglija je tisto tekmo dobila z rezultatom 1:0. Leta 2014 je za Anglijo nastopil tudi na Svetovnem prvenstvu v nogometu v Braziliji. 